# Flughafen Xiamen

i7
i11
i13
Der Xiamen Gaoqi International Airport (chinesisch 廈門高崎國際機場 / 厦门高崎国际机场, Pinyin Xiàmén Gāoqí Guójì Jīchǎng, Pe̍h-ōe-jī Ē-mn̂g Kò-kiâ Kok-chè Ki-tiû, IATA-Code: XMN, ICAO-Code: ZSAM) ist der internationale Flughafen von Xiamen in der Provinz Fujian in China. Er ist am Passagieraufkommen gemessen der zwölftgrößte Flughafen Chinas und nach Frachtaufkommen der elftgrößte. Außerdem beheimatet er die operative Basis der Xiamen Airlines, der ältesten Regionalfluglinie Chinas.

## Fluggesellschaften und Ziele
Es fliegen unter anderem folgende Fluggesellschaften den Flughafen an: Die dort beheimatete Xiamen Airlines, Air China, Air Macau, All Nippon Airways, China Eastern Airlines, China Southern Airlines, Hainan Airlines, KLM, Korean Air, Malaysia Airlines, Shandong Airlines, Shanghai Airlines und Sichuan Airlines. Insgesamt sind es über 33 Fluggesellschaften.
Es werden unter anderem folgende Ziele ab Xiamen angeflogen: Peking, Chengdu, Jakarta/Soekarno-Hatta, Singapur, Macau, Tokio-Narita, Hangzhou, Ningbo, Shanghai-Hongqiao, Guangzhou, Hong Kong, Amsterdam, Seoul-Incheon, Kuala Lumpur, Taipei, Xi’an und Bangkok-Suvarnabhumi. Insgesamt gibt es über 119 Ziele.

### Luftfracht-Verbindungen
Außerdem fliegt China Cargo Airlines den Flughafen Osaka, Singapore Airlines Amsterdam, Chicago, Los Angeles und Singapur, Cargolux Peking und Luxemburg, Martinair Amsterdam und Tianjin, Japan Airlines und All Nippon Airways Tokio-Narita, Korean Air Seoul-Incheon, Suparna Airlines Shanghai-Pudong und den Los Angeles International Airport mit Luftfracht an.